# Adriana Lima
Adriana Francesca Lima (Salvador, Bahia, 12. lipnja 1981.) brazilska je manekenka, od 2000. ponajviše poznata kao "anđeo Victoria's Secreta". Njena egzotična ljepota potječe od njenih miješanih indijanskih, afričkih, portugalskih, francuskih, japanskih i karipskih korijena. Treća je najbolje plaćena brazilska manekenka, iza Gisele Bündchen i Kate Moss.
Proglašena je šestom najljepšom ženom na svijetu u izboru časopisa FHM za 2009. godinu.

## Životopis
Otac Nelson Torres je napustio obitelj kada je imala samo šest mjeseci pa ju je odgojila majka Maria da Graça Lima, socijalna radnica. S trinaest godina sudjelovala je i osvojila drugo mjesto na Svjetskom Fordovom natjecanju za supermodel. Sa šesnaest godina odselila se u New York i potpisala za modnu agenciju Elite Model Management. Pojavljivanjem u nekoliko kampanja Guess? promoviralo ju je u status jednog od najboljih svjetskih modela. Od tada sudjelovala je u modnim revijama za Bebe, Gasoline, Mossimo, Victoria's Secret i brojne druge, a pojavljivala se i na naslovnicama časopisa poput Voguea i Marie Claire.
Godine 2002. pojavila se u glazbenom spotu Lennyja Kravitza za pjesmu Yesterday Is Gone, a ostvarila je i manje televizijske uloge u serijama Kako sam upoznao vašu majku (2007.) i Ružna Betty (2008.).

### Privatni život
Na Valentinovo 2009. udala se za srpskog NBA košarkaša Marka Jarića s kojim je dobila djevojčice, Valentinu Limu Jarić i Siennu Limu Jarić.S Jarićem se rastala 2014 godine,nakon 5 godina braka.